# Gregory van der Wiel
Gregory van der Wiel (født 3. februar 1988 i Amsterdam, Holland) er en hollandsk fodboldspiller. Han spiller i Major League Soccer for Toronto FC. Tidligere har han repræsenteret blandt andet AFC Ajax i hjemlandet samt franske Paris Saint-Germain.

## Landshold
Van der Wiel står (pr. april 2018) noteret for 46 kampe for Hollands landshold, som han debuterede for den 28. marts 2009 i en VM-kvalifikationskamp mod Skotland.

## Titler
Hollands pokalturnering
- 2007 og 2010 med Ajax Amsterdam